# Emilia Schüle
Emilia Schüle, née le 28 novembre 1992 à Blagovechtchensk, en Russie, est une actrice germano-russe.

## Biographie
Emilia Schüle naît en 1992 en Russie dans une famille Russe allemande qui déménage à Berlin un an après sa naissance.
À l'âge de huit ans, elle suit des cours professionnels en danse moderne, street dance et ballet.

### Vie privée
De 2009 à 2015, elle a été en couple avec l'acteur Jannis Niewöhner.

## Filmographie

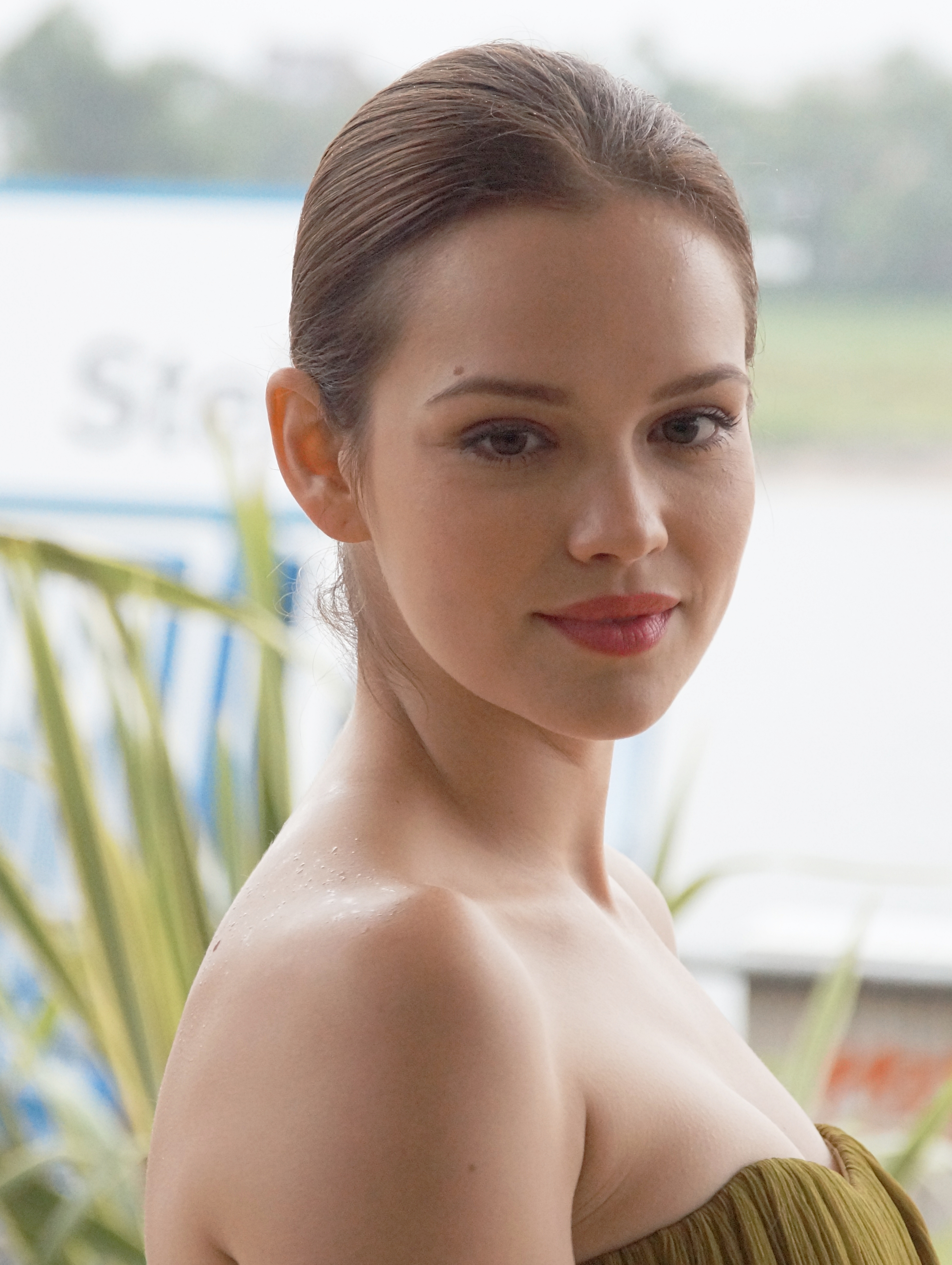
Emilia Schüle à la première de Boy 7 en août 2015.

Sauf indication contraire, les informations mentionnées dans cette section peuvent être confirmées par les bases de données cinématographiques  présentes dans la section « Liens externes ».

### Cinéma

#### Longs métrages
- 2008 : Mes copines et moi (Freche Mädchen) d’Ute Wieland (de) : Mila
- 2009 : Gangs (de) de Rainer Matsutani (de) : Sofie
- 2009 : Lucky Fritz de Stephen Manuel : Adolescente
- 2010 : Mes copines et moi 2 (Freche Mädchen 2) d’Ute Wieland (de) : Mila
- 2010 : Rock it! (de) de Mike Marzuk (de) : Julia/Toni Winterfeld
- 2012 : Mann tut was Mann kann de Marc Rothemund : Sophie
- 2012 : Nemez (de) de Stanislav Güntner (de) : Nadja
- 2012 : Unter Frauen (de) de Hansjörg Thurn : Sandra Förster
- 2014 : Besser als Nix (de) d'Ute Wieland (de) : Maren
- 2014 : Vaterfreuden (de) de Matthias Schweighöfer : Lisa
- 2015 : À mort les hippies!! Vive le punk! (Tod den Hippies!! Es lebe der Punk) d’Oskar Roehler : Sandja
- 2015 : Boy 7 d’Özgür Yıldırım (de) : Lara (Girl 8)
- 2016 : Vert émeraude de Felix Fuchssteiner (de) et Katharina Schöde (de) : Lady Amalia
- 2016 : Unsere Zeit ist jetzt (de) de Martin Schreier (de) : Anna
- 2016 : LenaLove (de) de Florian Gaag : Lena
- 2017 : Simpel de Markus Goller : Aria
- 2017 : Jugend ohne Gott (de) d’Alain Gsponer : Ewa
- 2017 : On a échangé nos filles (de) (High Society) d’Anika Decker : Anabel von Schlacht
- 2017 : Dans la cour des grands (Es war einmal Indianerland) d’Ilker Çatak : Jackie
- 2018 : Professor Wall im Bordell (téléfilm) : Aurelie Heinrich
- 2019 : Traumfabrik (de) de Martin Schreier (de) : Milou
- 2019 : Axel der Held (de) de Hendrik Hölzemann : Jenny
- 2020 : Un mariage sans fin (de) (Hello Again – Ein Tag für immer) de Maggie Peren
- 2020 : Narziss und Goldmund de Stefan Ruzowitzky : Lydia
- 2021 : La Mémoire de l'amour (Die Vergesslichkeit der Eichhörnchen) de Marc Dietschreit et Nadine Heinze : Marija
- 2022 : Wunderschön (de) de Karoline Herfurth : Julie Abeck
- 2022 : Le Parfumeur (Der Parfumeur) de Nils Willbrandt (de) : Sunny
- 2024 : Die Ironie des Lebens de Markus Goller : Melli

#### Court métrage
- 2005 : Nichts weiter als

### Télévision

#### Séries télévisées
- 2009 : Meine wunderbare Familie : Maxi
- 2011 : SOKO Stuttgart : Nora Grolle
- 2012 : Die letzte Spur : Hanna Maiwald
- 2012 : Tatort : Larissa Pantschuk
- 2012-2014 : Add a Friend : Vanessa
- 2013 : Mick Brisgau : Julia Brinkmann
- 2014 : Helen Dorn : Julianne Junkers
- 2016-2017 : Berlin 56 : Eva Schöllack
- 2017 : Charité : Hedwig Freiberg (6 épisodes)
- 2018 : Berlin 59 : Eva Schöllack
- 2019 : Treadstone : Petra jeune
- 2021 : Berlin 63 : Eva Schöllack
- 2022 : Marie-Antoinette de Pete Travis et Geoffrey Enthoven : Marie-Antoinette d'Autriche

#### Téléfilms
- 2006 : Guten Morgen, Herr Grothe
- 2007 : Manatu : Le Jeu des trois vérités (Manatu – Nur die Wahrheit rettet Dich) : Nikki
- 2008 : Brüderchen und Schwesterchen : Jägerstochter
- 2009 : Facteur 8 : Alerte en plein ciel (Faktor 8 – Der Tag ist gekommen) : Julia Hecker
- 2010 : Les contes de Grimm : Cendrillon (Aschenputtel) : Marie / Cendrillon
- 2011 : Alexandra : Disparue (Vermisst – Alexandra Walch, 17) : Alexandra Walch
- 2011 : Isenhart et les âmes perdues (Isenhart – Die Jagd nach dem Seelenfänger) : Sophia von Laurin
- 2013 : Helden – Wenn dein Land dich braucht
- 2013 : Cœur de Tonnerre (In einem wilden Land) : Mila
- 2015 : Mordkommission Berlin 1 de Marvin Kren : Masha Kampe
- 2016 : Auf kurze Distanz de Philipp Kadelbach : Nadja

## Doublage
- 2010 : Dragons : Astrid Hofferson (voix allemande)
- 2014 : Dragons 2 : Astrid Hofferson (voix allemande)